# Площадь Борьбы
Площадь Борьбы — площадь в Москве на границе районов Тверской (ЦАО) и Марьина Роща (СВАО), между улицами Достоевского, Образцова и Перуновским переулком.

## История
Прежнее название — Александровская площадь — по Александровскому институту благородных девиц, основанному здесь в 1891 году. Переименована в 1918 году в память о революционных боях октября 1917 года в этом районе.

## Описание
Площадь Борьбы представляет собой треугольник, образованный тремя улицами: Перуновским переулком с севера, улицей Достоевского с юго-запада и улицей Образцова с юго-востока. На площади находится городской сквер и несколько скульптур, в том числе памятник героям поэмы Венедикта Ерофеева «Москва — Петушки».
В доме 15 по площади Борьбы с 1922 по 1965 год жил поэт Давид Самойлов.

## Учреждения и организации
- д. 11 — Московский областной противотуберкулёзный диспансер
- д. 13А, стр. 1 — кафе «Дом белого журавля», спортивно-этнический клуб «Инби»
- д. 13А — лабораторный корпус Бюро судебно-медицинской экспертизы Департамента здравоохранения Москвы
- д. 13 — «Яуза ТВ Продакшн», студия звукозаписи «Digital Arts»
- д. 15/1 — газета «Фельдпочта»

## Транспорт
На площади расположена одноимённая остановка трамваев 7, 9, 50. 5 декабря 2015 года остановке было возвращено её старое название «Площадь Борьбы» в связи с реорганизацией ГКБ № 59, которая послужила причиной переименования остановки в 2014 году.

## В культуре
В честь площади назван роман Бориса Минаева «Площадь Борьбы» (2021 год), действие которого преимущественно происходит в военной Москве.